# Chaveyriat
Chaveyriat (prononciation ∫a.vɛ.rja) est une commune française, située dans le département de l'Ain en région Auvergne-Rhône-Alpes.

## Géographie
Cette commune est située entre Bresse et Dombes dans le département de l'Ain et le canton de Vonnas. Elle est arrosée par un petit affluent de la Veyle nommé Irance.

### Localisation

Chaveyriat dans l'Ain et le canton de Vonnas.

### Communes limitrophes
| Vonnas          | Mézériat    | Vandeins  |
| Chanoz-Châtenay | Chaveyriat  | Montracol |
| Chanoz-Châtenay | Condeissiat |           |

### Points extrêmes
- Nord : Pré des Dames, 46° 13′ 28″ N, 5° 02′ 09″ E
- Est : La Grande Charrière, 46° 11′ 38″ N, 5° 05′ 33″ E
- Sud : Le Goddard, 46° 10′ 26″ N, 5° 03′ 37″ E
- Ouest : Marais Genillon, 46° 12′ 40″ N, 5° 00′ 52″ E

### Hydrographie

#### Cours d'eau
- Au sud du bourg traverse l'Irance, elle continue vers l'ouest avant de se jeter dans la Veyle à Mézériat.
- Le bief de le Voux traverse le sud de Chaveyriat et se jette dans l'Irance après avoir traversé l'étang de Corand.
- Le bief des Marais Genillon prend sa source près de La Chanay puis se jette dans la Veyle à Vonnas.

#### Plans d'eau
Chaveyriat étant entre Bresse et Dombes, on trouve quelques étangs au sud de la commune dont l'étang de Corand, l'étang Guillet. Au nord, il y a l'étang Malachère.

### Climat
Pour des articles plus généraux, voir Climat d'Auvergne-Rhône-Alpes et Climat de l'Ain.
En 2010, le climat de la commune est de type climat océanique dégradé des plaines du Centre et du Nord, selon une étude du CNRS s'appuyant sur une série de données couvrant la période 1971-2000. En 2020, Météo-France publie une typologie des climats de la France métropolitaine dans laquelle la commune est dans une zone de transition entre le climat semi-continental et le climat de montagne et est dans la région climatique Bourgogne, vallée de la Saône, caractérisée par un bon ensoleillement (1 900 h/an), un été chaud (18,5 °C), un air sec au printemps et en été et des vents faibles.
Pour la période 1971-2000, la température annuelle moyenne est de 11,5 °C, avec une amplitude thermique annuelle de 17,9 °C. Le cumul annuel moyen de précipitations est de 986 mm, avec 11,3 jours de précipitations en janvier et 7,8 jours en juillet. Pour la période 1991-2020, la température moyenne annuelle observée sur la station météorologique de Météo-France la plus proche, sur la commune de Marlieux à 15 km à vol d'oiseau, est de 12,2 °C et le cumul annuel moyen de précipitations est de 909,1 mm,. Pour l'avenir, les paramètres climatiques de la commune estimés pour 2050 selon différents scénarios d'émission de gaz à effet de serre sont consultables sur un site dédié publié par Météo-France en novembre 2022.

### Voies de communication et transports

Axes de communication.

#### Réseau routier

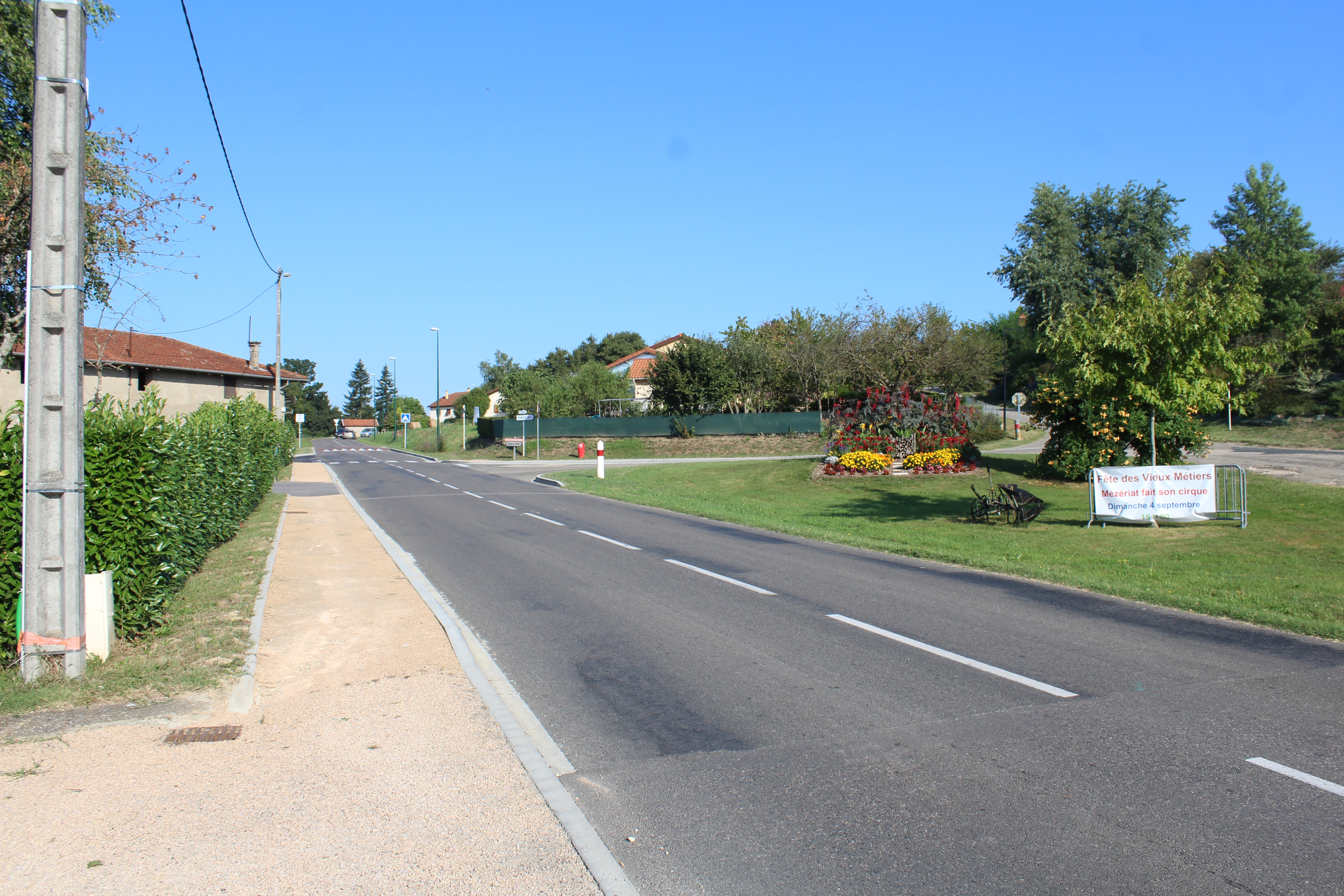
Route départementale D 26.

- La route départementale D 26 est la route principale du village, étant donné qu'elle passe au bourg. La voie permet de rejoindre Mézériat en direction du nord et Condeissiat en direction du sud, elle relie Marlieux à Pont-de-Vaux.
- La route départementale D 936 traverse l'extrême sud et fait office de frontière avec Condeissiat. Elle permet de rejoindre Neuville-les-Dames, Châtillon-sur-Chalaronne et Saint-Trivier-sur-Moignans en se dirigeant à l'ouest ainsi que l'Étoile et la Capitale qui sont deux hameaux de Montracol, Corgenon (commune de Buellas), Saint-Denis-lès-Bourg et Bourg-en-Bresse en prenant la direction de l'est. Au niveau départemental, la route relie Saint-Didier-de-Formans à Dortan.
- La route départementale D 96 passe dans le nord du territoire et relie Vonnas à Vandeins mais cette voie débute à Cormoranche-sur-Saône et termine à Vandeins.
- La route départementale D 80b qui débute au sud du bourg à l'intersection avec la D 26 est la voie qui permet de rejoindre Chanoz-Châtenay avant de finir son chemin à Neuville-les-Dames.

#### Voies ferroviaires
En 1898, la ligne de Jassans à Bourg, gérée par la Compagnie des Tramways de l'Ain et longue de 47 km fut ouverte et traversait la route D 936. Victime du progrès, la ligne fermera en 1937.
Aujourd'hui, aucune voie ne traverse la commune mais la ligne de Mâcon à Ambérieu, desservie par les TER de la région Rhône-Alpes, passe à proximité. Les trains TER de la ligne s'arrêtent aux gares de Vonnas et de Mézériat.

## Urbanisme

### Typologie
Au 1er janvier 2024, Chaveyriat est catégorisée commune rurale à habitat dispersé, selon la nouvelle grille communale de densité à 7 niveaux définie par l'Insee en 2022.
Elle est située hors unité urbaine. Par ailleurs la commune fait partie de l'aire d'attraction de Bourg-en-Bresse, dont elle est une commune de la couronne,. Cette aire, qui regroupe 80 communes, est catégorisée dans les aires de 50 000 à moins de 200 000 habitants,.

### Occupation des sols
L'occupation des sols de la commune, telle qu'elle ressort de la base de données européenne d’occupation biophysique des sols Corine Land Cover (CLC), est marquée par l'importance des territoires agricoles (79 % en 2018), une proportion sensiblement équivalente à celle de 1990 (79,2 %). La répartition détaillée en 2018 est la suivante : zones agricoles hétérogènes (41 %), prairies (33 %), forêts (16,3 %), terres arables (5 %), zones urbanisées (4,5 %), eaux continentales (0,2 %).
L'évolution de l’occupation des sols de la commune et de ses infrastructures peut être observée sur les différentes représentations cartographiques du territoire : la carte de Cassini (XVIIIe siècle), la carte d'état-major (1820-1866) et les cartes ou photos aériennes de l'IGN pour la période actuelle (1950 à aujourd'hui).

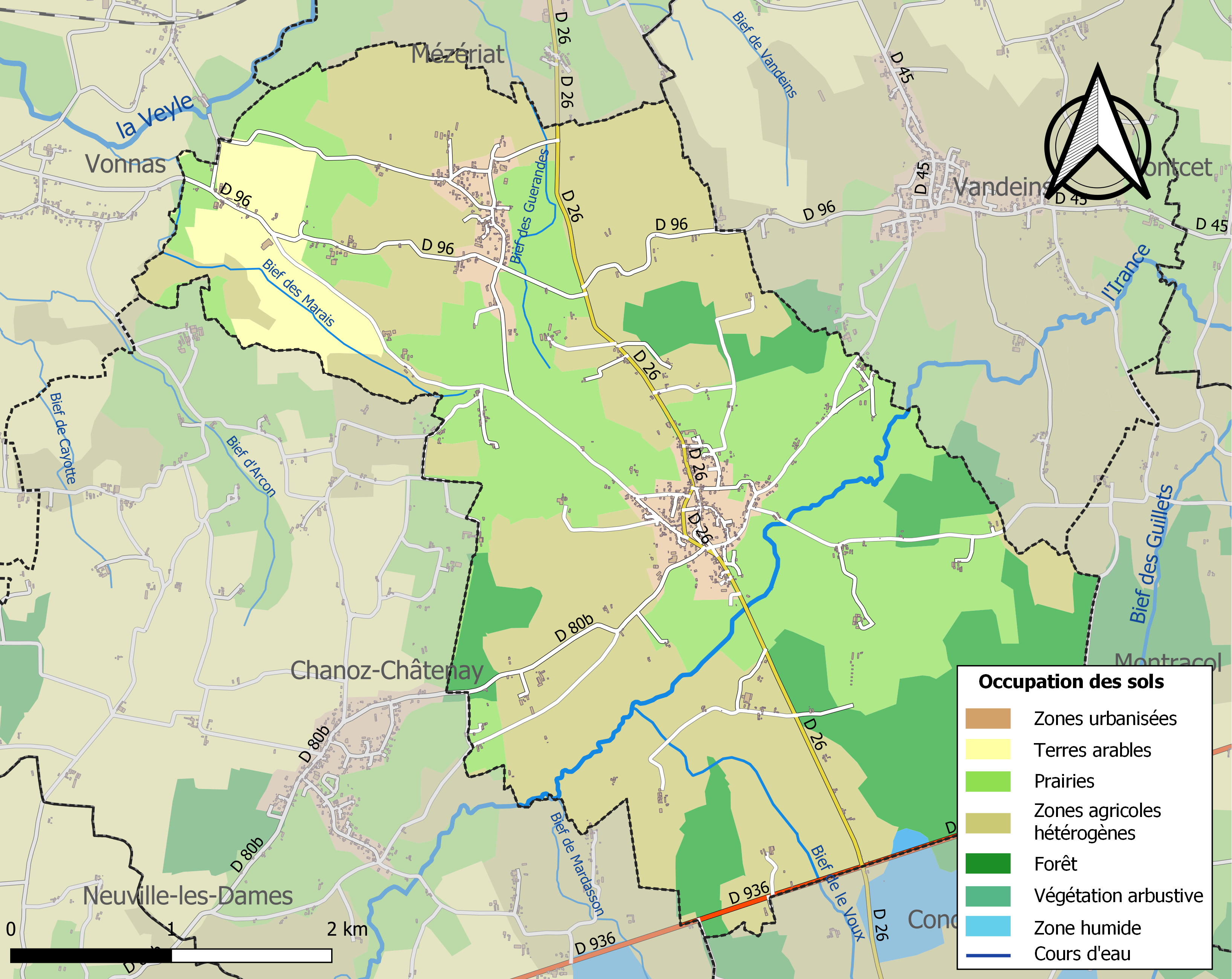
Carte des infrastructures et de l'occupation des sols de la commune en 2018 (CLC).

## Toponymie

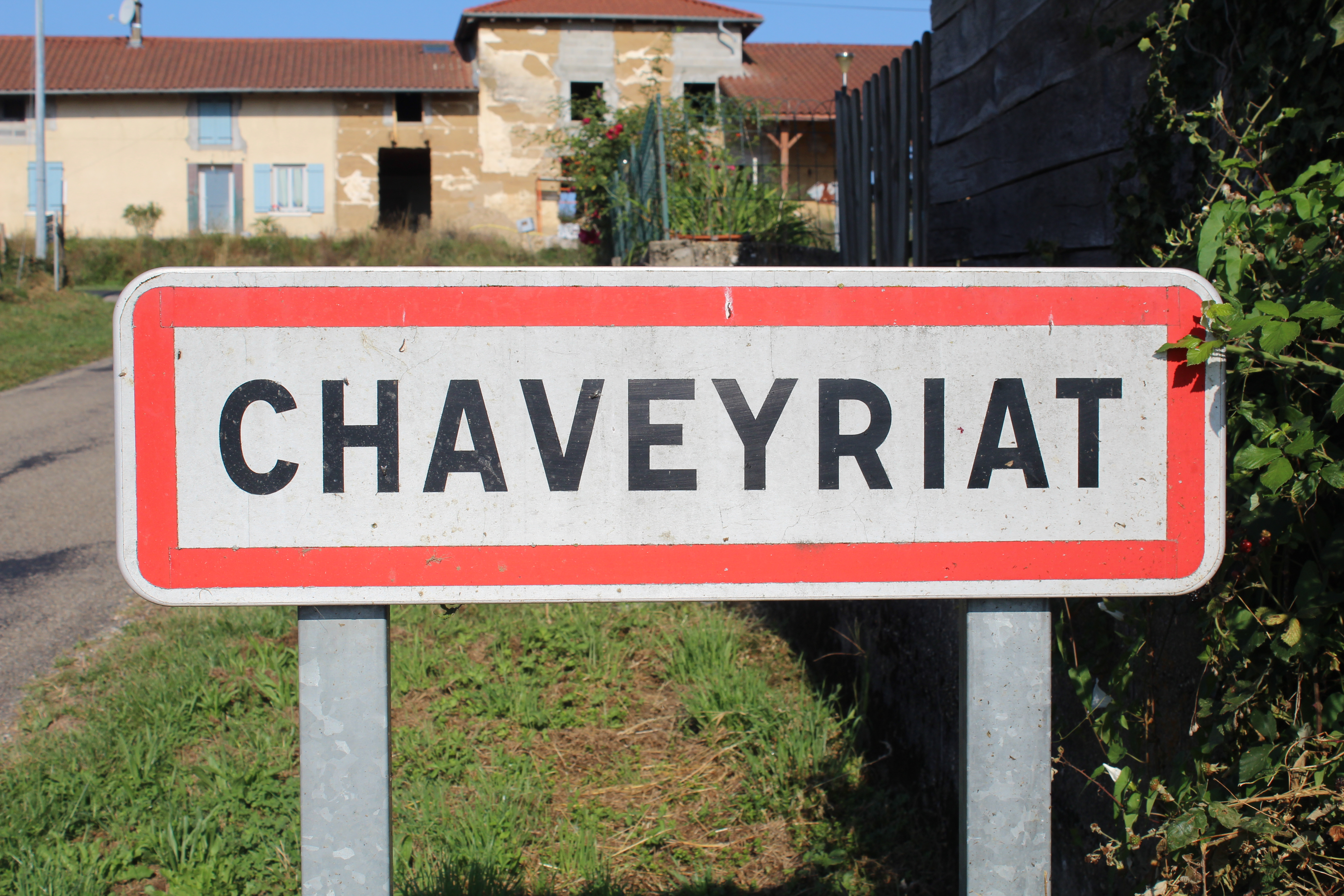
Panneau d'entrée du village.

### Anciens noms
La première mention de la commune date de 933 sous le nom de Cavariaco dans le recueil des chartes de Cluny. Dans le même ouvrage est mentionné Cavariacus en 974 et Chavariacus en 994.
Vers 1250, dans le pouillé du diocèse de Lyon, Chavairiacus est évoqué pour se référer au village ainsi que Chavayriacus vers 1325. En 1365, on trouve le nom de Chavayria. À la fin du siècle, en 1378 les archives de la Côte-d'Or utilisent Chaveyriacus ou Chaveiriacus puis citent Chaveyria en 1417. Selon les archives de l'Ain, le nom du village est Chaveriacus autour de  1443.
En 1536 est évoqué Chaveyriaz, Chaveriaz l'est aussi en 1584 dans les archives du Rhône. Chaveria serait le nom du village autour de 1650. En 1670, l'enquête Bouchu utilise le nom de Chaveyria, la description de Bourgogne fait de même en 1734 avec Chavériat. Le nom actuel de Chaveyriat apparaît pour la première fois en l'an X dans l'annuaire de l'Ain.

### Attestations anciennes
Chaveyriat vient de Cavariacus qui était le nom d'un domaine d'origine gallo-romaine.

## Histoire
Une villa, domaine rural, peut être centre d'essartage dans l'immense forêt de la Gaule romaine, aurait été possédée par un certain Cavarius ou Calavarius.
Au début du Xe siècle, la commune était chef-lieu d'un « ager » (canton) du comté du Lyonnais.
La paroisse, sous le vocable de Saint-Jean-Baptiste, existe déjà : elle appartient au diocèse de Lyon, puis dépend de Cluny qui y rétablit un prieuré remplacé par une maison de prêtres séculiers quelques années plus tard.
Elle occupait certainement une place importance dans la région, car un marché s'y tenait régulièrement.
Le château de Chaveyriat a été détruit en 1376 par les troupes du sire de Beaujeu, ce château avait été la résidence des premiers doyens de la paroisse.
Située sur la commune, la maison forte de Chavaux était une ancienne seigneurie, avec maison forte, possédée au XIVe siècle par le chevalier Hugues de Marchant, puis, successivement, par les familles de Colomb, de Cheminant, de Varax, de la Cley.
En 1601, après la fin de la guerre franco-savoyarde qui se termine par le traité de Lyon, le village intègre le royaume de France avec l'acquisition de celui-ci de la Bresse, du Bugey, du Valromey et du pays de Gex. Elle est par la suite intégrée à la province bourguignonne.
Entre 1790 et 1795, elle devient une municipalité du canton de Châtillon-les-Dombes, et dépend du district de Châtillon-les-Dombes. Un conseil municipal est constitué après la Révolution.

### Hameaux

#### Brosse ou Broces
Fief sans justice possédé, en 1272, par des gentilshommes du nom et armes de Broces. Hugues de Broces, dernier mâle de cette famille, le vendit, en 1348, à Verruquier de La Baume, chevalier, dont le fils l'aliéna, le 3 avril 1378, à Geoffroy de Corsant, damoiseau. Les successeurs de ce dernier le possédèrent jusqu'à Jacques de Corsant, qui en fit vente à Claude Moureau, seigneur du Tremblay, dans la famille duquel il resta jusqu'en 1686, qu'il fut acquis par Claude Garron, baron de Châtenay. Brosse se trouvait encore dans la famille Garron en 1789. La maison forte de Brosse était construite toute en bois et paraissait remonter au XVIe siècle.

## Politique et administration

Mairie.

### Administration municipale
Le conseil municipal est composé du maire, de ses quatre adjoints et des quinze autres conseillers. Les élus sont répartis dans dix commissions : finances, voirie, bâtiment, urbanisme, animation, information-communication, éclairage public, fleurissement, appel d'offres, C.C.A.S.

### Maires successifs
| Période                                  | Période  | Identité       | Étiquette | Qualité |
| ---------------------------------------- | -------- | -------------- | --------- | ------- |
| avant 1981                               | 1995     | Alfred Larippe |           |         |
| 1995                                     | En cours | Claude Jacquet | DVG       | Éleveur |
| Les données manquantes sont à compléter. |          |                |           |         |

### Tendances politiques et résultats
| Scrutin             | Scrutin             | 1er tour | 1er tour | 1er tour | 1er tour | 1er tour  | 1er tour | 1er tour | 1er tour | 1er tour | 1er tour | 1er tour | 1er tour | 2d tour | 2d tour | 2d tour | 2d tour | 2d tour | 2d tour |
| Scrutin             | Scrutin             | 1er      | 1er      | %        | 2e       | 2e        | %        | 3e       | 3e       | %        | 4e       | 4e       | %        | 1er     | 1er     | %       | 2e      | 2e      | %       |
| ------------------- | ------------------- | -------- | -------- | -------- | -------- | --------- | -------- | -------- | -------- | -------- | -------- | -------- | -------- | ------- | ------- | ------- | ------- | ------- | ------- |
| Présidentielle 2017 | Présidentielle 2017 |          | FN       | 31,20    |          | EM        | 20,85    |          | LR       | 18,88    |          | LFI      | 12,32    |         | EM      | 53,01   |         | FN      | 46,99   |
| Présidentielle 2022 | Présidentielle 2022 |          | RN       | 34,93    |          | LREM      | 24,67    |          | LFI      | 12,75    |          | REC      | 7,78     |         | RN      | 53,25   |         | LREM    | 46,75   |
| Législatives 2022   | 4e                  |          | RN       | 25,61    |          | LFI-Nupes | 17,44    |          | LREM-Ens | 15,26    |          | LR       | 14,71    |         | RN      | 61,20   |         | LFI     | 38,80   |
| Législatives 2024   | 4e                  |          | RN       | 53,24    |          | HOR-Ens   | 17,81    |          | EELV-NFP | 16,55    |          | LR       | 10,79    |         | RN      | 57,36   |         | HOR     | 42,64   |

## Population et société

### Démographie
L'évolution du nombre d'habitants est connue à travers les recensements de la population effectués dans la commune depuis 1793. Pour les communes de moins de 10 000 habitants, une enquête de recensement portant sur toute la population est réalisée tous les cinq ans, les populations de référence des années intermédiaires étant quant à elles estimées par interpolation ou extrapolation. Pour la commune, le premier recensement exhaustif entrant dans le cadre du nouveau dispositif a été réalisé en 2008.
En 2022, la commune comptait 1 057 habitants, en évolution de +5,07 % par rapport à 2016 (Ain : +5,15 %, France hors Mayotte : +2,11 %).
| 1793 | 1800 | 1806 | 1821 | 1831 | 1836 | 1841 | 1846 | 1851 |
| ---- | ---- | ---- | ---- | ---- | ---- | ---- | ---- | ---- |
| 718  | 567  | 841  | 703  | 908  | 897  | 923  | 947  | 900  |

| 1856 | 1861 | 1866 | 1872 | 1876  | 1881  | 1886 | 1891 | 1896 |
| ---- | ---- | ---- | ---- | ----- | ----- | ---- | ---- | ---- |
| 909  | 919  | 980  | 995  | 1 014 | 1 007 | 954  | 967  | 971  |

| 1901 | 1906 | 1911 | 1921 | 1926 | 1931 | 1936 | 1946 | 1954 |
| ---- | ---- | ---- | ---- | ---- | ---- | ---- | ---- | ---- |
| 958  | 922  | 907  | 816  | 771  | 764  | 752  | 726  | 675  |

| 1962 | 1968 | 1975 | 1982 | 1990 | 1999 | 2006 | 2008 | 2013 |
| ---- | ---- | ---- | ---- | ---- | ---- | ---- | ---- | ---- |
| 623  | 616  | 567  | 598  | 766  | 810  | 885  | 907  | 975  |

| 2018  | 2022  | - | - | - | - | - | - | - |
| ----- | ----- | - | - | - | - | - | - | - |
| 1 011 | 1 057 | - | - | - | - | - | - | - |

### Enseignement
L'école de la commune forme un RPI avec celle de Chanoz-Châtenay.
Les élèves de la commune passant en 6e sont dirigés au collège du Renon de Vonnas. Le lycée de secteur de la commune est le lycée Lalande, situé à Bourg-en-Bresse.
De plus, il y a la crèche Pomme d'api gérée par l'intercommunalité des Bords de Veyle.

### Sport
Trois associations sportives ont leur siège dans la commune.
En premier lieu, l'AS Chanoz-Châtenay - Chaveyriat est un club de football évoluant au niveau départemental sur le terrain de la commune. Cependant, il ne possède que des équipes pour les adultes. Pour les jeunes, le club s'est regroupé avec l'US Vonnas et l'AS Mézériat pour former le Football Club Bord de Veyle.
Se trouve aussi sur le territoire communal un boulodrome non couvert qui accueille l'Union Bouliste de Chaveyriat. Enfin, le Dim Rallye Sport promeut le sport automobile dans les environs du village.

### Médias locaux
- Le journal Le Progrès propose une édition locale aux communes de l'Ain. Il paraît du lundi au dimanche et traite des faits divers, des évènements sportifs et culturels au niveau local, national et international.
- Le journal Voix de l'Ain est un hebdomadaire publié les vendredis qui propose des informations locales pour les différentes régions du département de l'Ain.
- La chaîne France 3 Rhône-Alpes est disponible dans la région.

## Culture et patrimoine

### Lieux et monuments

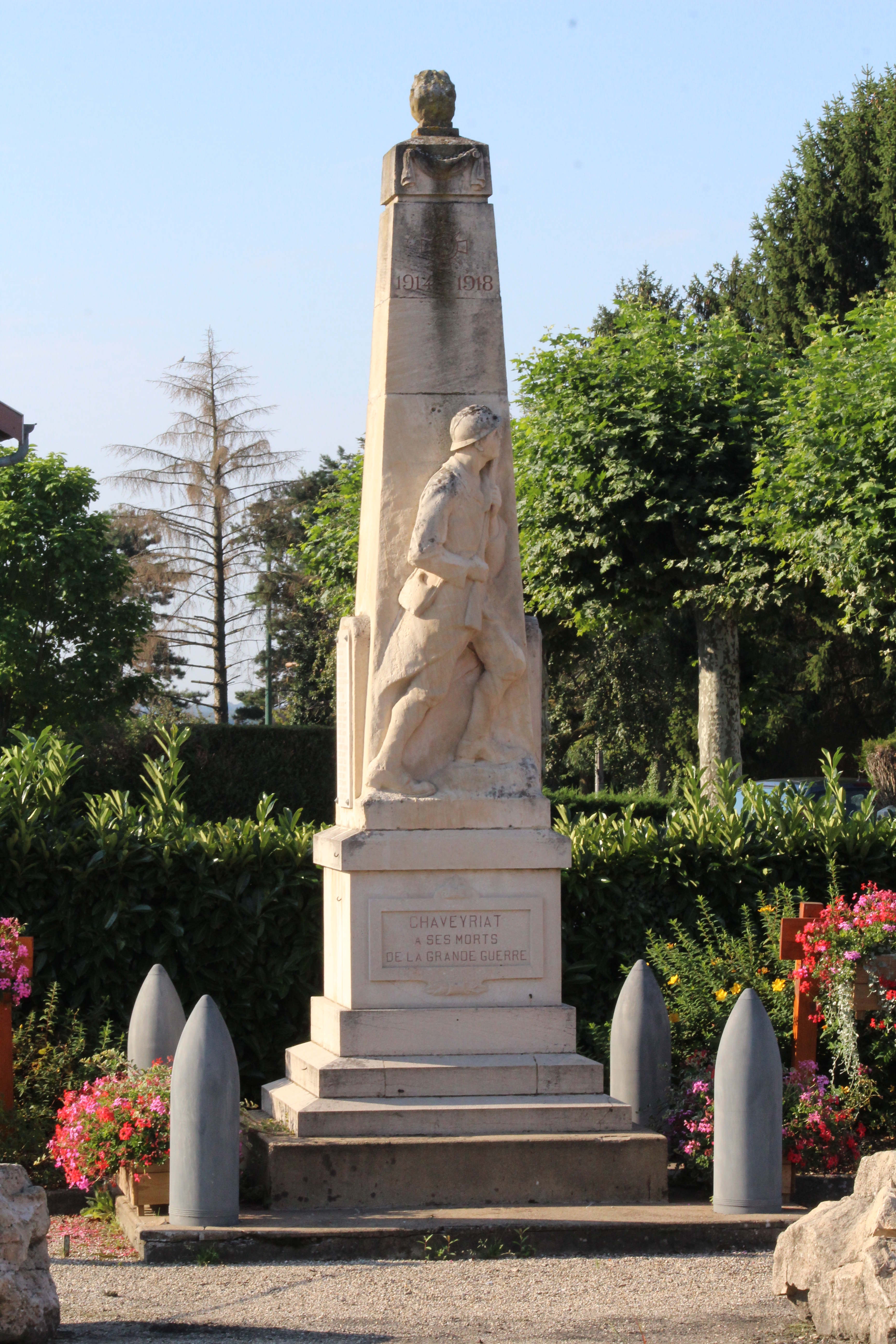
Monument aux morts.

- Église Saint-Jean-Baptiste. De style romane, elle est inscrite au titre des monuments historiques depuis le 23 juin 1947[27].
- Monument érigé en l'honneur des enfants du village tués au combat.
- Motte dite « poype de Tournoux » citée en 1433[28].
- Ancienne maison forte de Corlaison, citée en 1272[28].

### Gastronomie
Sa localisation entre Bresse et Dombes confère au village une grande diversité gastronomique.
Les spécialités culinaires sont celles de la région bressane, c'est-à-dire la volaille de Bresse, les gaudes, la galette bressane, les gaufres bressanes, la fondue bressane. Les autres spécialités de la Dombes, sont les cuisses de grenouille, le canard ou certains poissons comme la carpe.
La commune se situe dans l'aire géographique de l'AOC Crème et beurre de Bresse et de l'AOC Volailles de Bresse. Elle a aussi l'autorisation de produire le vin IGP Coteaux de l'Ain (sous les trois couleurs, rouge, blanc et rosé).